# Le Vieux-Bourg
 Le Vieux-Bourg (en bretó Bourc'h-Kintin) és un municipi francès, situat a la regió de Bretanya, al departament de Costes del Nord. L'any 1999 tenia 608 habitants.

## Demografia
| 1962                                       | 1968 | 1975 | 1982 | 1990 | 1999 |
| ------------------------------------------ | ---- | ---- | ---- | ---- | ---- |
| 733                                        | 816  | 759  | 665  | 645  | 608  |
| Des de 1962: població sense dobles comptes |      |      |      |      |      |

## Administració
| Període   | Identitat       | Partit |
| --------- | --------------- | ------ |
| 2001-2008 | Étienne Sangan  |        |
| 2008-     | Christian Ranno |        |